# DO-YO
「DO-YO」（ドーヨ）は、 2002年7月31日にリリースした田原俊彦の53作目のシングル。

## 背景
前作「抱きしめていいですか」以来、約1年ぶりとなるシングルで、表題曲は発売年以降のライブで、オープニングやアンコールで披露されることが多い。

## 制作
作詞はCMディレクター、映画監督のグ・スーヨン、作曲は浅田直が担当した。
カップリング曲の「君に伝えたいこと」の作詞と作曲は、シンガーソングライターの南佳孝が担当した。

## リリース
2002年7月31日に、インディーズレーベルのHIT VIBEから発売され、大手CDショップのみの取扱と販売経路は限られたが、前作「抱きしめていいですか」同様TSUTAYAの店頭販売と通信販売に加え、本作は新星堂、山野楽器、すみやでも取扱われた。

## 収録曲
| #  | タイトル                 | 作詞         | 作曲   | 編曲          |
| -- | ------------------------ | ------------ | ------ | ------------- |
| 1. | 「DO-YO」                | グ・スーヨン | 浅田直 | h-wonder      |
| 2. | 「笑顔からまた始めよう」 | 亜蘭知子     | 浅田直 | h-wonder      |
| 3. | 「君に伝えたいこと」     | 南佳孝       | 南佳孝 | SHIGE KAWAGOE |